# John Coxon
John Coxon, indicato anche come Coxen (Inghilterra, XVII secolo – XVII secolo), è stato un pirata inglese.

## Biografia

### I primi anni
Non si hanno notizie dei primi anni di vita di Coxon, che divenne improvvisamente noto per l'assalto ed il saccheggio del villaggio di Santa Marta nei Caraibi. Coxon in quell'occasione sequestrò il governatore ed il vescovo di Santa Marta , portandoli con sé in Giamaica e facendosi  conoscere nell'ambiente della  pirateria. Si misero sulle sue tracce tre navi da guerra dell'Armada de Barlovento, che avanzarono verso di lui e i suoi con 500 soldati, costringendoli alla ritirata verso Port Royal. Coxon entrò nel  porto il 28 luglio 1677, portando con sé il vescovo Lucas Fernandez y Piedrahita ed un frate spagnolo,  e li presentò a Lord Vaughan, governatore della colonia. Gli ufficiali inglesi tentarono di comprare i prigionieri dai pirati, ma fu impossibile trattare con loro, dato che erano in preda all'ubriachezza dopo il successo della spedizione. Il governatore Vaughan ordinò allora ai pirati di ripartire , e ingiunse a Coxon di provvedere perché ciò che aveva compiuto era illegale. Il vescovo Fernandez y Piedrahita venne allora rilasciato agli spagnoli presso Cartagena.

### Il raid del golfo dell'Honduras
Dopo poco tempo Coxon coi suoi uomini iniziò a saccheggiare il golfo dell'Honduras. Questa razzia risultò fruttuosa per i pirati che vi ricavarono cinquecento ceste di indaco, cacao in semi, cocciniglia, denaro, argento e gusci di tartaruga.
Poco dopo, Coxon si alleò con altri importanti bucanieri tra cui Cornelius Essex, Bartholomew Sharp, Thomas Magott e Robert Allison, oltre ai francesi Jean Bernanos e Jean Rose. Insieme salparono alla volta di Portobelo ed il 17 febbraio assaltarono impietosamente il villaggio, riuscendo a sfuggire alle armate spagnole. Da questa spedizione ogni uomo della ciurma ricavò almeno un centinaio di pezzi da otto.
A causa del saccheggio di Portobelo, il governatore della Giamaica, Charles Howard, I conte di Carlisle, emise una taglia sulla testa di Coxon e dei suoi uomini. Anche Henry Morgan, durante il periodo nel quale fu governatore, emise una taglia sulla testa di Coxon, ma nessuno riuscì a catturarlo.

### I raids di Panama
Dopo il saccheggio di Portobelo nel 1680, John Coxon e Peter Harris si spostarono in direzione di Panama. Si unirono a loro altri pirati come Bartholomew Sharp, Basil Ringrose, William Dampier, William Dick, Edmund Cooke e Lionel Wafer, alcuni dei quali tennero resoconto delle azioni compiute in compagnia. I pirati intagliarono delle piccole canoe da alberi locali e le commercializzarono in cambio di navi più grandi nell'area della baia di Panama. Dopo una serie di cambiamenti e diserzioni le navi passarono al comando di Bartholemew Sharp che condusse delle incursioni nel Mare del Sud per due anni , utilizzando alcune isole disabitate come le Juan Fernandez, Plata, Gorgona e Coiba come punti di sosta .

### Contro la flotta spagnola
Quando si trovò nuovamente senza denaro , Coxon tornò a Santa Marta dedicandosi nuovamente ad atti di pirateria. Riattraversò  l'istmo di Panama a Panama, e con i suoi attaccò un gruppo di navi spagnole con diverse man-of-war, riuscendo a catturare diverse imbarcazioni. Alcuni pirati spagnoli poi ripresero il controllo di una delle navi catturate da Coxon, grazie all'intraprendenza del loro comandante Juan Corso.
Dopo questi episodi, Coxon ebbe forti discussioni con alcuni dei colleghi pirati,  e decise di proseguire da solo verso le coste del Pacifico con 70 uomini al suo seguito; giunto sul Pacifico rubò due sloops, con cui si diresse a  Giamaica.
Coxon in quel periodo riuscì a rubare anche una letter of marque a firma di Robert Clarke, con la quale continuò a poter commettere atti di pirateria sotto copertura.
Coxon venne catturato e processato diverse volte, ma riuscì sempre a sfuggire alla pena capitale.

### Nuova pirateria
Nel 1682 Coxon lasciò temporaneamente le attività piratesche e divenne cacciatore di pirati, al servizio del governatore della Giamaica: aveva l'obiettivo di portare a processo il pirata francese Jean Hamlin, ma non riuscì a catturarlo .
Sempre nel 1682, Coxon ricevette una commissione dalla colonia delle Bahamas per catturare delle navi spagnole. E, nell'ottobre di quello stesso anno, Coxon venne incaricato dal governatore Thomas Lynch della Giamaica per lo stesso scopo.
Poi, nel novembre del 1683, Coxon tornò brevemente alla pirateria; ma all'inizio del 1684, passò nuovamente ad esercitare la professione di cacciatore di pirati e di indiani per conto del governatore delle isole Leeward. Quindi nel gennaio del 1686 venne arrestato dalle Autorità coloniali della Giamaica per aver fatto il doppio gioco, ma riuscì a fuggire.  Ricevette poi il perdono ufficiale quando si consegnò spontaneamente alle autorità giamaicane nel settembre del 1688.

### La sparizione
Dopo quel momento non si hanno più notizie su cosa avvenne a John Coxon e alla sua nave, ma diversi racconti, compresi quelli di alcuni membri della sua ciurma, parlarono di una nave con una capacità di carico di 80 tonnellate ed equipaggiata con otto cannoni che egli avrebbe acquistato,  e con la quale sarebbe ripartito per mare, senza lasciare altra traccia di sé.